# Joachim Heer
Joachim Heer (* 25. September 1825 in Glarus; † 1. März 1879 ebenda, heimatberechtigt in Glarus) war ein Schweizer Politiker. 24 Jahre lang gehörte er der Regierung des Kantons Glarus an, davon 18 Jahre als Landammann. Ebenfalls 18 Jahre lang vertrat er seinen Kanton im Nationalrat. 1875 wurde er als Vertreter des liberalen Zentrums (der heutigen FDP) in den Bundesrat gewählt. 1877 war er Bundespräsident. Sein grösster Erfolg war die Rettung der im Bau befindlichen Gotthardbahn vor dem finanziellen Kollaps.

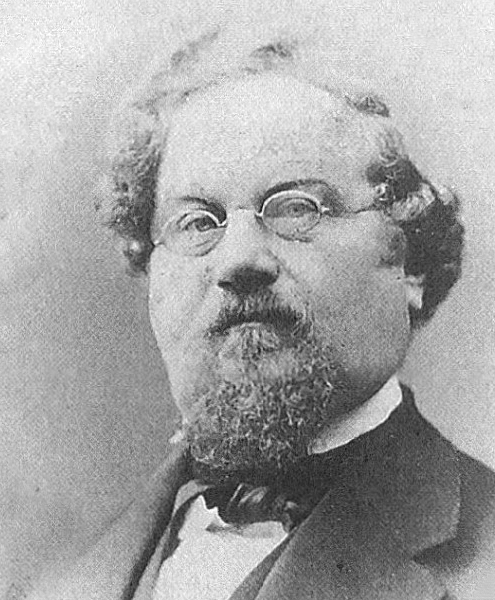
Joachim Heer

## Biografie

### Studium und Kantonspolitik
Er entstammte einer angesehenen Glarner Ratsherrenfamilie. Sein Vater Cosmus Heer war Landammann des Kantons Glarus, ebenso der gleichnamige Urgrossvater. Grossvater Joachim Heer und Grossonkel Niklaus Heer hatten während der Helvetik nacheinander das Amt des Regierungsstatthalters des Kantons Linth inne. Joachim Heer absolvierte das Gymnasium in Zürich, anschliessend studierte er Rechtswissenschaft an der Universität Zürich, an der Ruprecht-Karls-Universität in Heidelberg und an der Friedrich-Wilhelms-Universität in Berlin. 1846 schloss er das Studium mit dem Doktorat ab. Zunächst war er als Richter am Zivilgericht tätig. Obwohl er Bedenken hatte, den Sonderbund gewaltsam aufzulösen, nahm er im November 1847 auf eidgenössischer Seite am Sonderbundskrieg teil. 1850 heiratete er Anna Katharina Iselin, die Tochter eines Hauptmanns.
Rasch stieg Heer in seinem Heimatkanton die Karriereleiter empor. Nach der Wahl in den Kantonsschulrat (1848) und in die Standeskommission (1851) war er ab 1852 Landesstatthalter. 1853 setzte er sich für den Bau einer Eisenbahnlinie durch das Tal ein, die sechs Jahre später durch die Vereinigten Schweizerbahnen eröffnet wurde. 1857 folgte die Wahl zum Landammann. Dieses Amt, das dem Vorsitzenden der Kantonsregierung entspricht, übte er 18 Jahre lang aus. In diese Zeit fallen der Wiederaufbau des Hauptortes Glarus nach der Brandkatastrophe von 1861 und die Umsetzung des fortschrittlichsten Fabrikgesetzes der Schweiz.

### Bundespolitik
Bei den Parlamentswahlen am 28. Oktober 1857, wenige Monate nach der Wahl zum Landammann, gelang Heer auch der Einzug in den Nationalrat. Politisch gehörte er dem liberalen Zentrum an. 1863 und 1869/70 amtierte er als Nationalratspräsident. Er präsidierte 1863 die für die Juragewässerkorrektion zuständige Kommission und führte 1864 eine Handelsdelegation in Frankreich an. In den Jahren 1867 und 1868 war er zeitweilig in Berlin Gesandter beim Norddeutschen Bund. Heer galt als ausgezeichneter Vermittler und erhielt deswegen bereits 1863 einzelne Stimmen bei der Bundesratswahl. 1866 erzielte er zwei Stimmen mehr als der amtierende Wilhelm Matthias Naeff, gab aber die Erklärung ab, dass er eine allfällige Wahl (das absolute Mehr hatte er noch nicht erreicht) nicht annehmen würde.
Im März 1871 wirkte Heer als Kommissär im Rahmen der Bundesintervention nach dem Tonhallekrawall in Zürich. Am 10. Dezember 1875 mussten gleich vier Bundesräte ersetzt werden. Heer unterlag bei der Wahl des vierten Mitglieds Louis Ruchonnet, der später jedoch ablehnte und durch Numa Droz ersetzt wurde. Bei der Wahl des fünften Mitglieds setzte sich Heer im ersten Wahlgang mit 91 von 170 abgegebenen Stimmen durch; auf Fridolin Anderwert entfielen 64 Stimmen, auf weitere Personen 15 Stimmen. Die Bundesversammlung wählte ihn am selben Tag auch zum Vizepräsidenten. Die Glarner Zeitung schrieb, durch diese Wahl habe «die Schweiz viel gewonnen, der Kanton aber noch mehr verloren».

### Bundesrat
Mit seinem Amtsantritt am 1. Januar 1876 übernahm Heer das Post- und Telegraphendepartement. Er beschäftigte sich mit einem neuen Gesetz über Posttarife und dessen Umsetzung. In seinen Tagebucheinträgen äusserte er sich kritisch gegenüber dem Kollegialsystem und der Bürokratie. Er fühle sich zu einem Büroangestellten degradiert, ebenso mangle es an einer klaren Führung und an einer Politik, die bestimmten Zielen zustrebe.
1877 war Heer als Bundespräsident wie damals üblich zugleich Vorsteher des Politischen Departements und somit Aussenminister. Drängendstes Problem dieses Jahres war die massive Kostensteigerung beim Bau der Gotthardbahn. Im Juni präsidierte Heer in Luzern eine internationale Konferenz mit Vertretern der beteiligten Staaten. Diese beschloss einen Verteilungsschlüssel der Ergänzungssubvention, an der die Schweiz acht Millionen Franken beisteuern musste. Mit Geschick und Überzeugungskraft gelang es ihm, die 13 in der Gotthardvereinigung vertretenen Kantone davon zu überzeugen, einen Finanzierungsbeitrag in der Höhe von zwei Millionen Franken zu leisten. Das «Bundesgesetz betreffend Gewährung von Subsidien für Alpenbahnen» wurde von der Bundesversammlung angenommen und überstand schliesslich die Referendumsabstimmung deutlich. 1878 leitete Heer das Eisenbahn- und Handelsdepartement. In dieser Funktion schloss er am 30. März einen Handelsvertrag mit Rumänien ab. Ebenso setzte er das schweizerische Fabrikgesetz um, das im Vorjahr beschlossen worden war und auf dem Glarner Vorbild beruhte.
Im Februar 1877 war Heer an einer schweren Brustfellentzündung erkrankt, von der er sich nie mehr richtig erholte. Sein Zustand verschlechterte sich im Sommer 1878 so sehr, dass die Ärzte ihn zum Rücktritt rieten. Diesen gab er am 10. Dezember desselben Jahres bekannt, sein Amt übergab er am 28. Dezember an seinen Nachfolger Simeon Bavier. Ende Februar 1879 erlitt Heer einen Schlaganfall, dem er wenige Tage später erlag.

## Rezeption
Im Roman Vrenelis Gärtli von Tim Krohn spielt die eng an Joachim Heer angelehnte Figur des «Herrn Heer» und seiner Tochter eine wichtige Rolle. Das Vreneli rettet das «Fralein Heer» vor einem Verfolger und wird zum Dank von deren Vater unterstützt.